# Kiseleffweg

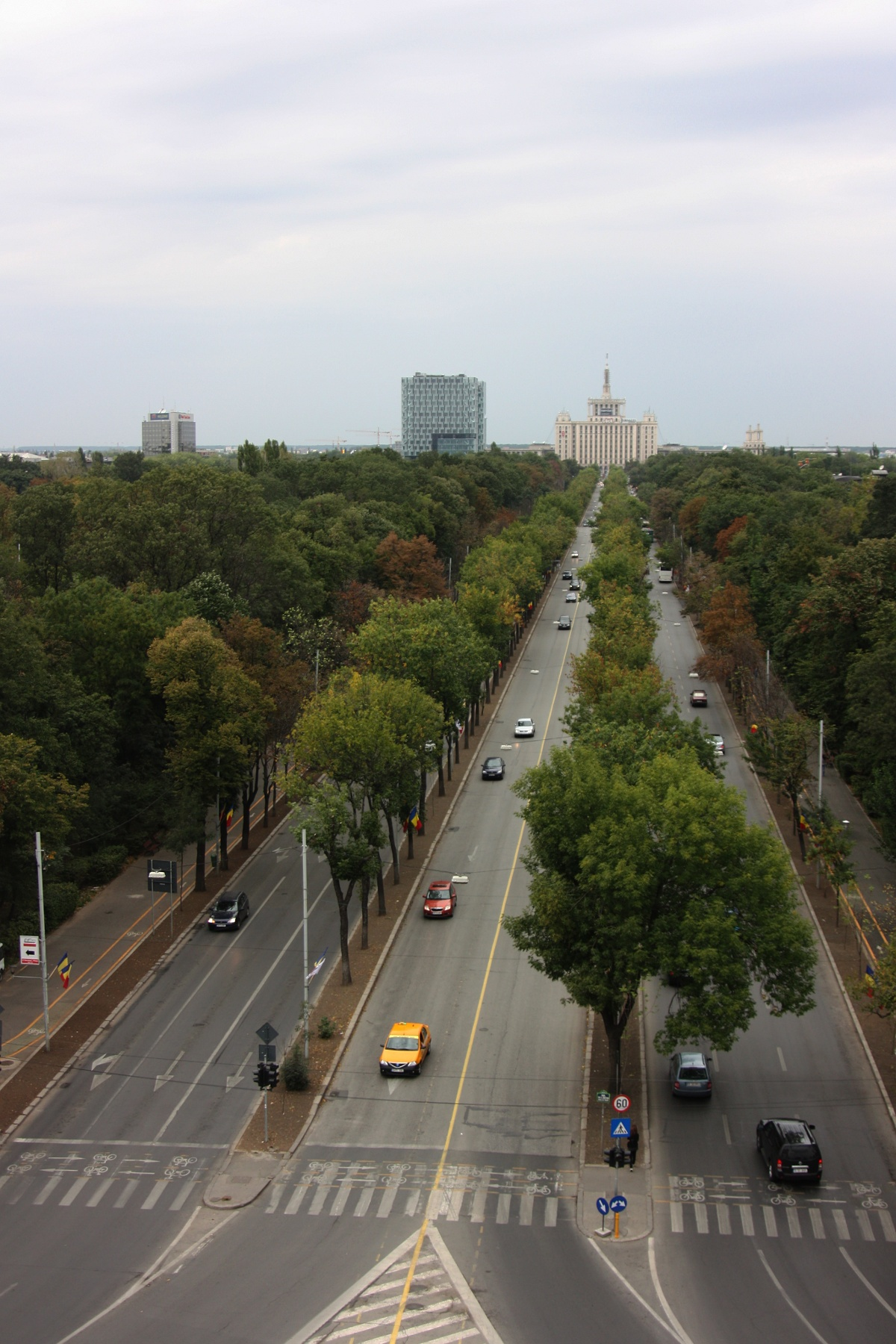
De Șoseaua Kiseleff, vanaf de Arcul de Triumf.

De Kiseleffweg, Roemeens: Şoseaua Kiseleff, is een boulevard in Boekarest, de hoofdstad van Roemenië. De Kiseleffweg loopt naar het noordwesten van Boekarest, naar Calea Victoriei. In 1832 legde Pavel Kiseljov, de commandant van Russische troepen in Moldavië en Walachije, de weg aan. De Piața Victoriei en Piața Presei Libere vormen de uiteinden van deze weg. Er liggen twee parken, het Herăstrăupark en het Kiseleffpark, een aantal musea, grote residenties en de Arcul de Triumf aan de weg. Het gebied rond de Kiseleffweg is niet getroffen door Ceaușescu's plannen, waardoor er nog gebouwen van voor de communistische tijd staan.
Een aantal opmerkelijke gebouwen aan de Kiseleffweg zijn:
- Het Museum van de Roemeense boer
- Het Geologiemuseum
- Het Grigore Antipa Museum voor Natuurlijke Geschiedenis
- Het Dorpsmuseum, een openluchtmuseum
- Het hoofdkwartier van de Sociaaldemocratische Partij
- Palatul Prințului Moștenitor, het hoofdkwartier van ING Bank Roemenië
- De ambassades van Peru, Rusland, de Verenigde Staten en Wit-Rusland